# Aljustrel (Fatima)

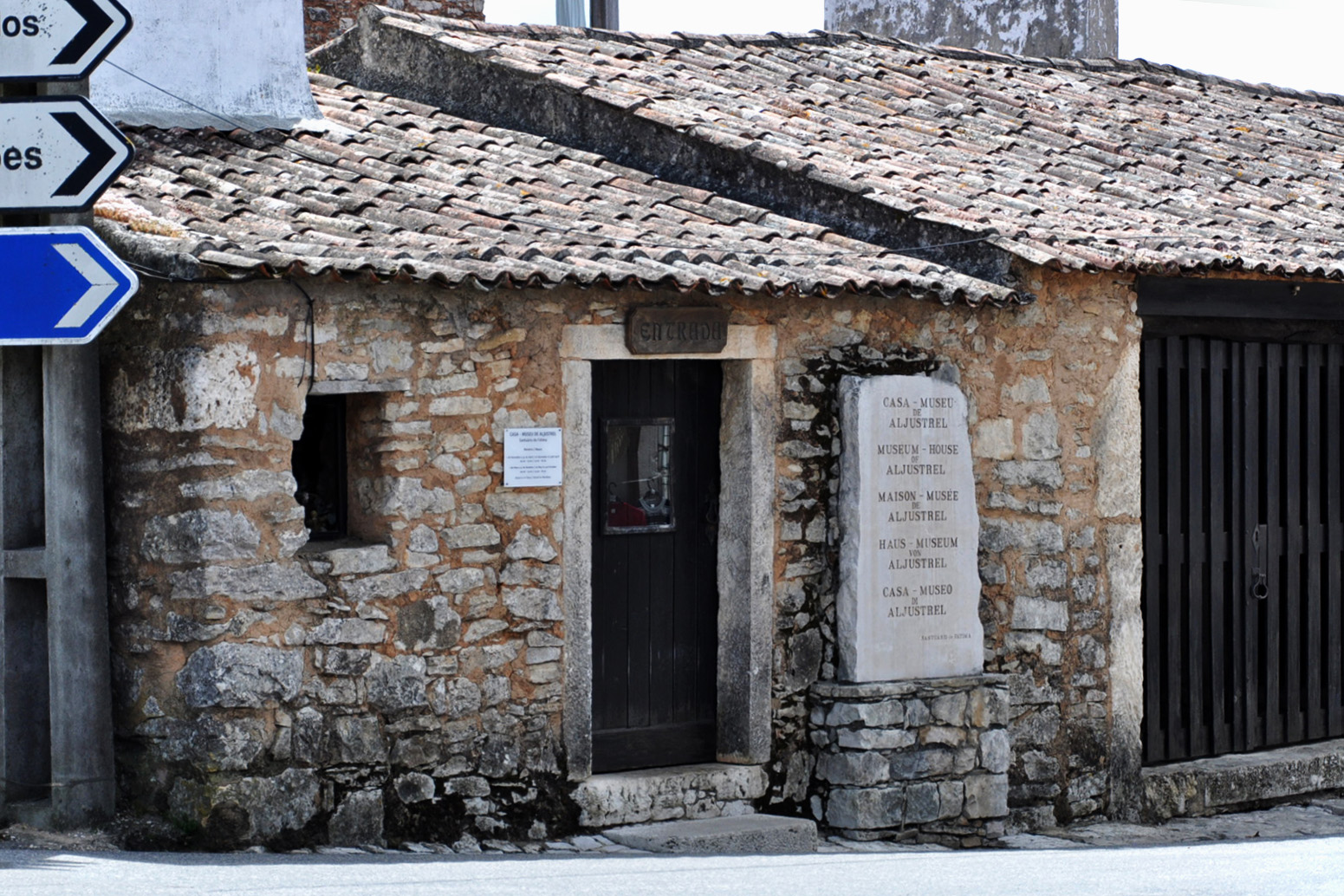
Dom-muzeum rodzeństwa Marto w Aljustrel

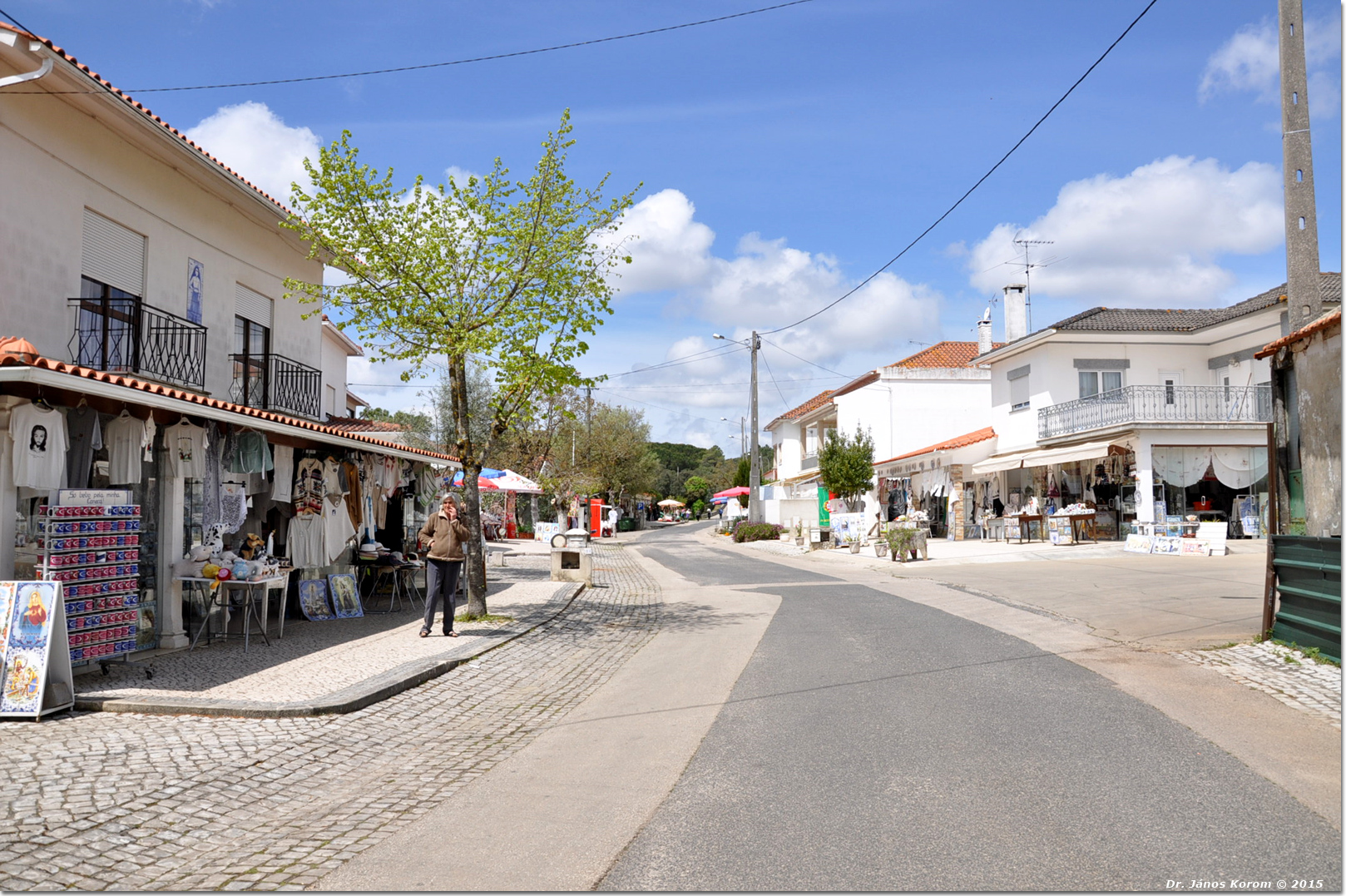
Główna ulica w Aljustrel

Aljustrel – osada na obrzeżach Fatimy w Portugalii, w gminie Ourém. Było to miejsce urodzenia Łucji dos Santos oraz Franciszka i Hiacynty Marto, znanych na całym świecie jako „trzech pastuszków z Fatimy”, którzy byli głównymi świadkami objawień fatimskich, a także miejsce niektórych wydarzeń podczas tych objawień. Obecnie znajduje się tam mały dom-muzeum, otwarty w 1992 roku.